# 1420 pr. n. št.
1420 pr. n. št. je bilo leto predjulijanskega rimskega koledarja.

Oznaka 1420 pr. Kr. oz. 1420 AC (Ante Christum, »pred Kristusom«), zdaj posodobljeno v 1420 pr. n. št., se uporablja od srednjega veka, ko se je uveljavilo številčenje po sistemu Anno Domini.

## Smrti
- Paršatatar, mitanski kralj (* ni znano)